# اوراپولا
اوراپولا (به لاتین: Urapola) یک منطقهٔ مسکونی در سری‌لانکا است که در ناحیه گامپاها واقع شده‌است.